# لیک فارست، فلوریدا
لیک فارست (به انگلیسی: Lake Forest) یک منطقهٔ مسکونی در ایالات متحده آمریکا است که در شهرستان براوارد، فلوریدا واقع شده‌است. لیک فارست ۱٫۹ کیلومتر مربع مساحت و ۴٬۹۹۴ نفر جمعیت دارد و ۲ متر بالاتر از سطح دریا قرار دارد.